# Iglesia de Horg
La iglesia de Horg (en noruego: Horg kirke) es una iglesia parroquial de la Iglesia de Noruega en el municipio de Melhus en el condado de Trøndelag, Noruega. Se encuentra justo al sur del pueblo de Lundamo, en el lado este de la ruta europea E06 y el río Gaula. Es la iglesia de la parroquia de Horg que es parte del Gauldal prosti (decanato) en la diócesis de Nidaros. La iglesia de madera blanca fue construida en estilo cruciforme en 1893 utilizando planos elaborados por el arquitecto Carl J. Bergstrøm. La iglesia tiene capacidad para unas 700 personas.

## Historia
Los primeros registros históricos existentes de la iglesia se remontan al año 1533, pero la iglesia no era nueva en esa época. La primera iglesia de Horg se encontraba en Grinni, a un kilómetro al suroeste del emplazamiento actual. Esa iglesia era de duela y probablemente se construyó durante la segunda mitad del siglo XII. En la iglesia había un crucifijo de la segunda mitad del siglo XII, lo que lleva a los historiadores a creer que esa podría ser la época de la fundación de la iglesia.
A mediados del siglo XVI, se decidió trasladar el emplazamiento de la iglesia de Grinni a una nueva ubicación en la orilla opuesta del río cercano y, al mismo tiempo, cerrar la cercana iglesia de duelas de Foss, situada a unos 2,5 kilómetros al sur de la antigua iglesia. En 1670, se construyó una nueva iglesia en forma de Y en Horg, a un kilómetro al noreste de la antigua iglesia de madera de Grinni. La nueva iglesia fue construida por Ole Jonsen Hindrum y fue consagrada el 6 de febrero de 1670. Esta nueva iglesia sustituyó a las dos antiguas iglesias de duelas de Grinni y Foss (ambas fueron derribadas). La nueva iglesia tenía un diseño bastante singular en forma de Y. El brazo oriental albergaba el coro, el brazo norte es donde se sentaban las mujeres y el brazo sur es donde se sentaban los hombres. El púlpito estaba situado de forma que pudiera verse desde las tres alas de la iglesia.
En 1726, la iglesia en forma de Y se vendió al párroco local en la gran subasta de iglesias. Muchas iglesias de Noruega se vendieron a propietarios privados para que el rey pudiera recaudar dinero para ayudar a pagar las deudas de la guerra. A lo largo de los años, la iglesia tuvo muchos propietarios diferentes hasta que, en 1797, fue comprada por los habitantes de la parroquia por un precio muy bajo. La iglesia, con forma de Y, se fue quedando pequeña para la parroquia (además de ser fría y tener corrientes de aire). En 1889, se tomó la iniciativa de recaudar dinero para construir una nueva iglesia. Se contrató a Carl Julius Bergstrøm para que diseñara la nueva iglesia. La nueva iglesia se construyó justo al sur de la iglesia en forma de Y entre 1890 y 1893. El nuevo edificio se consagró el 22 de noviembre de 1893 (el año 1892 figura en la veleta de la aguja). La iglesia en forma de Y fue demolida durante la primavera de 1894 y los materiales se vendieron en una subasta. Parte del mobiliario de la antigua iglesia se trasladó a la nueva y otros muebles se colocaron en el ático de la nueva iglesia (como el retablo y varios epitafios). También hubo algunos objetos que se enviaron a un museo de Trondheim.

## Galería

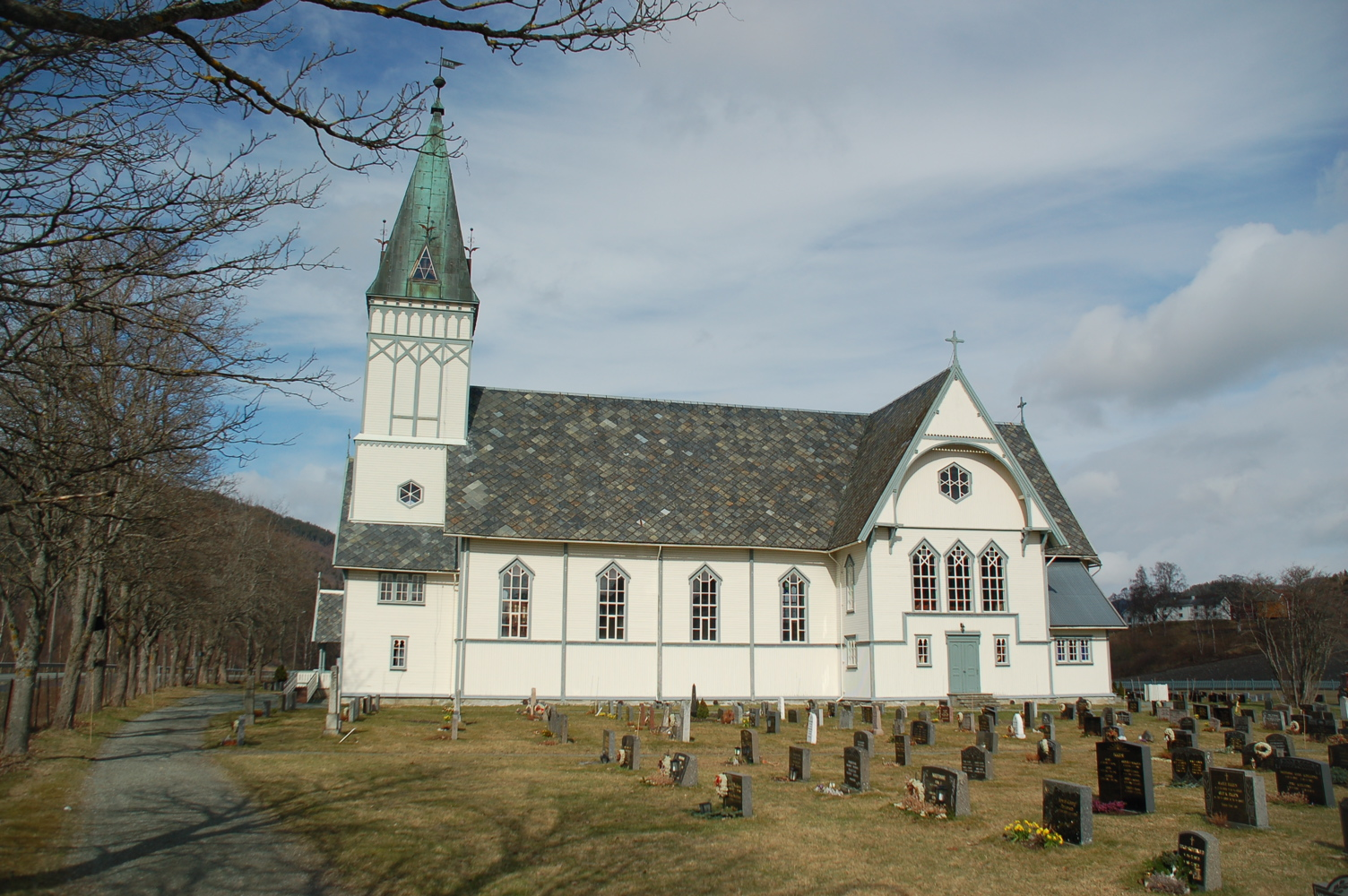
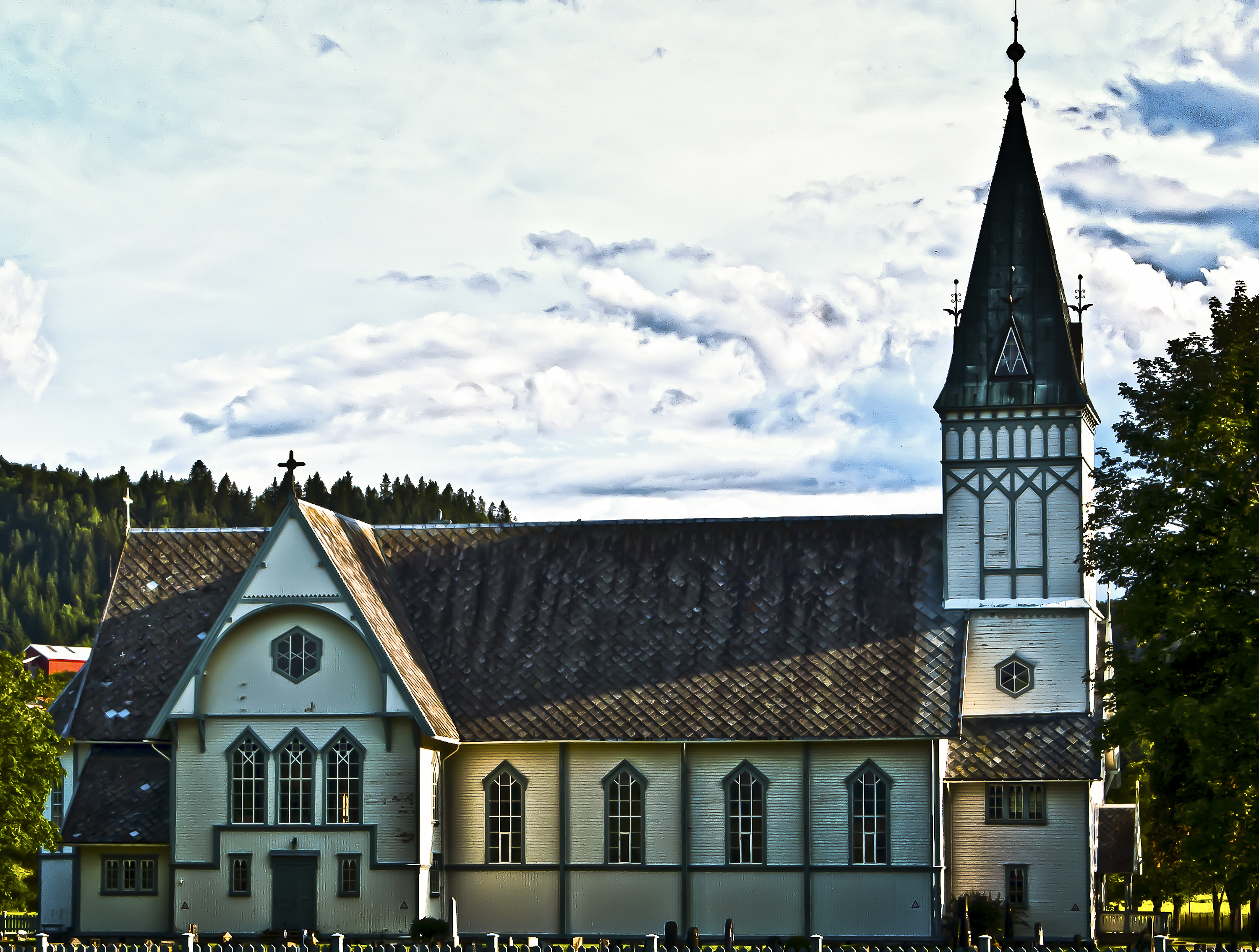
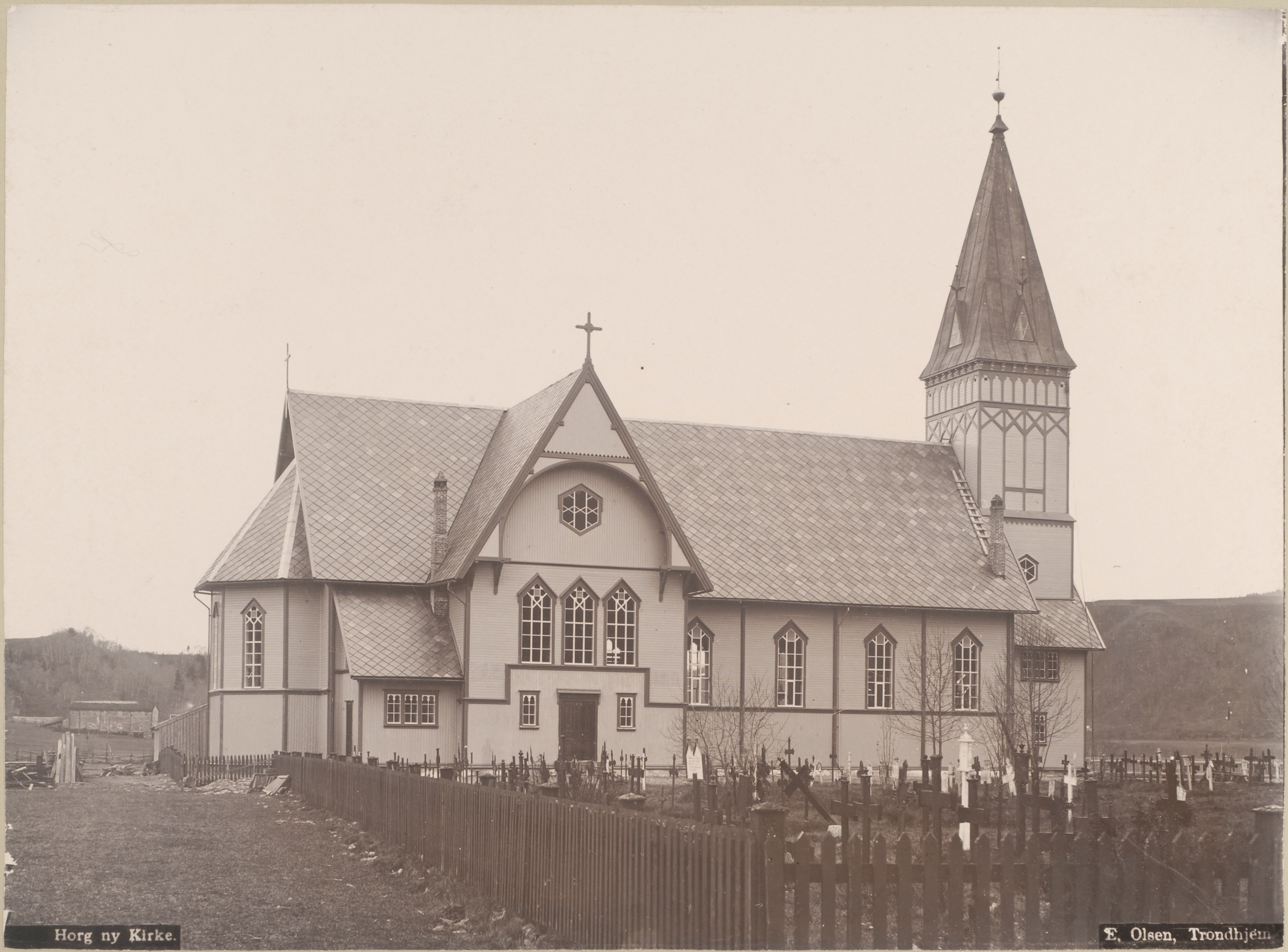
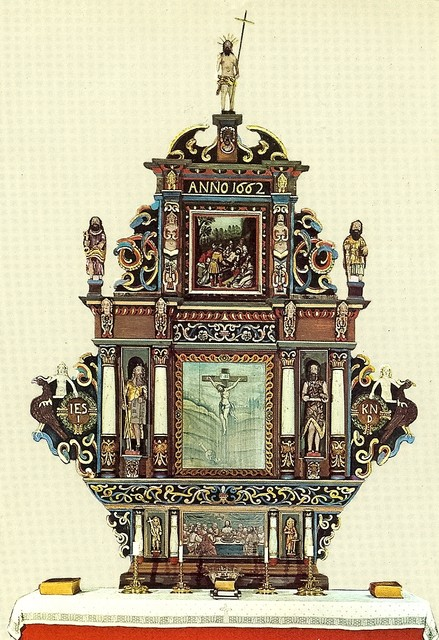
Altar
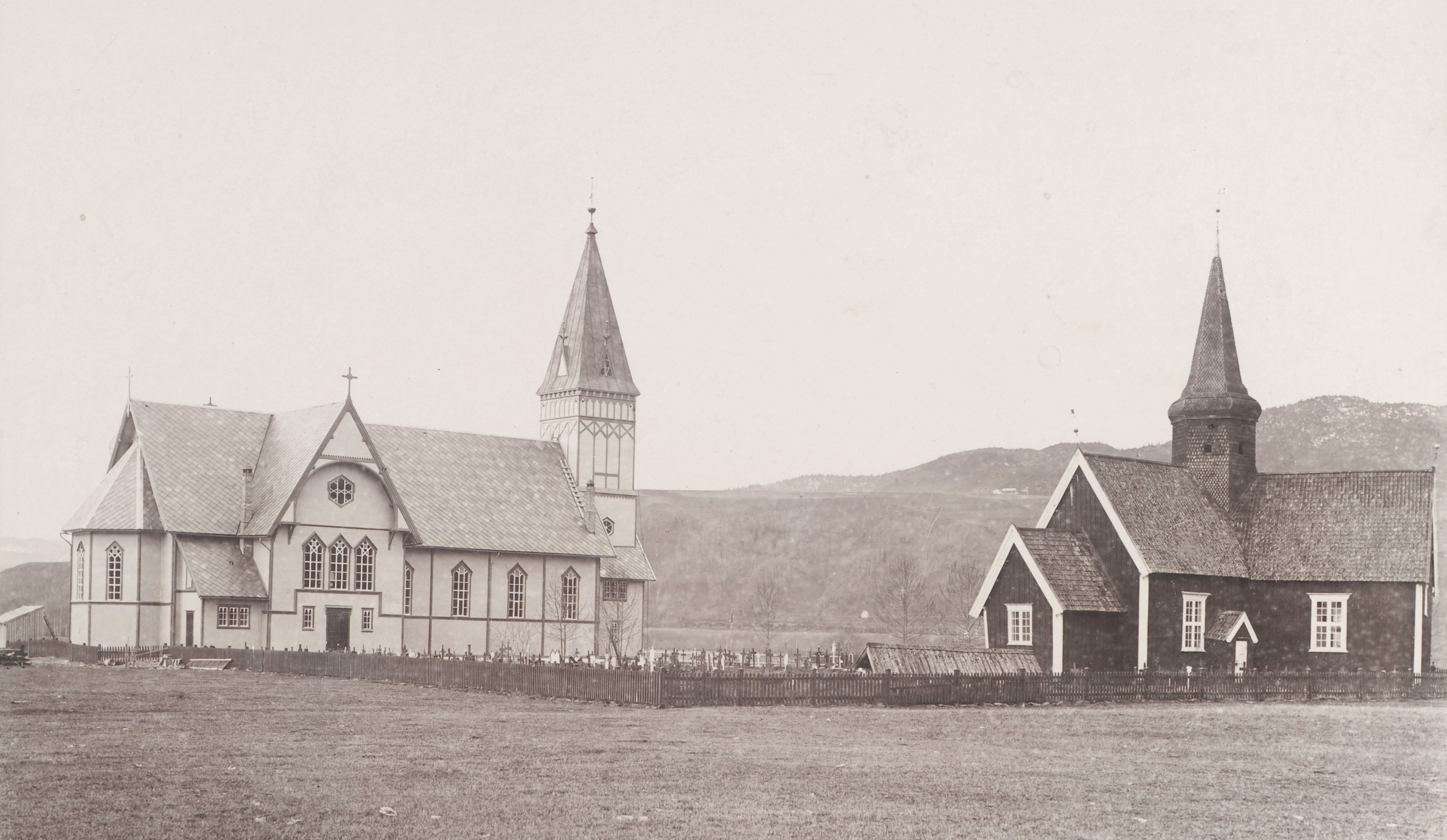
La antigua y nueva iglesia de Horg, una al lado de la otra
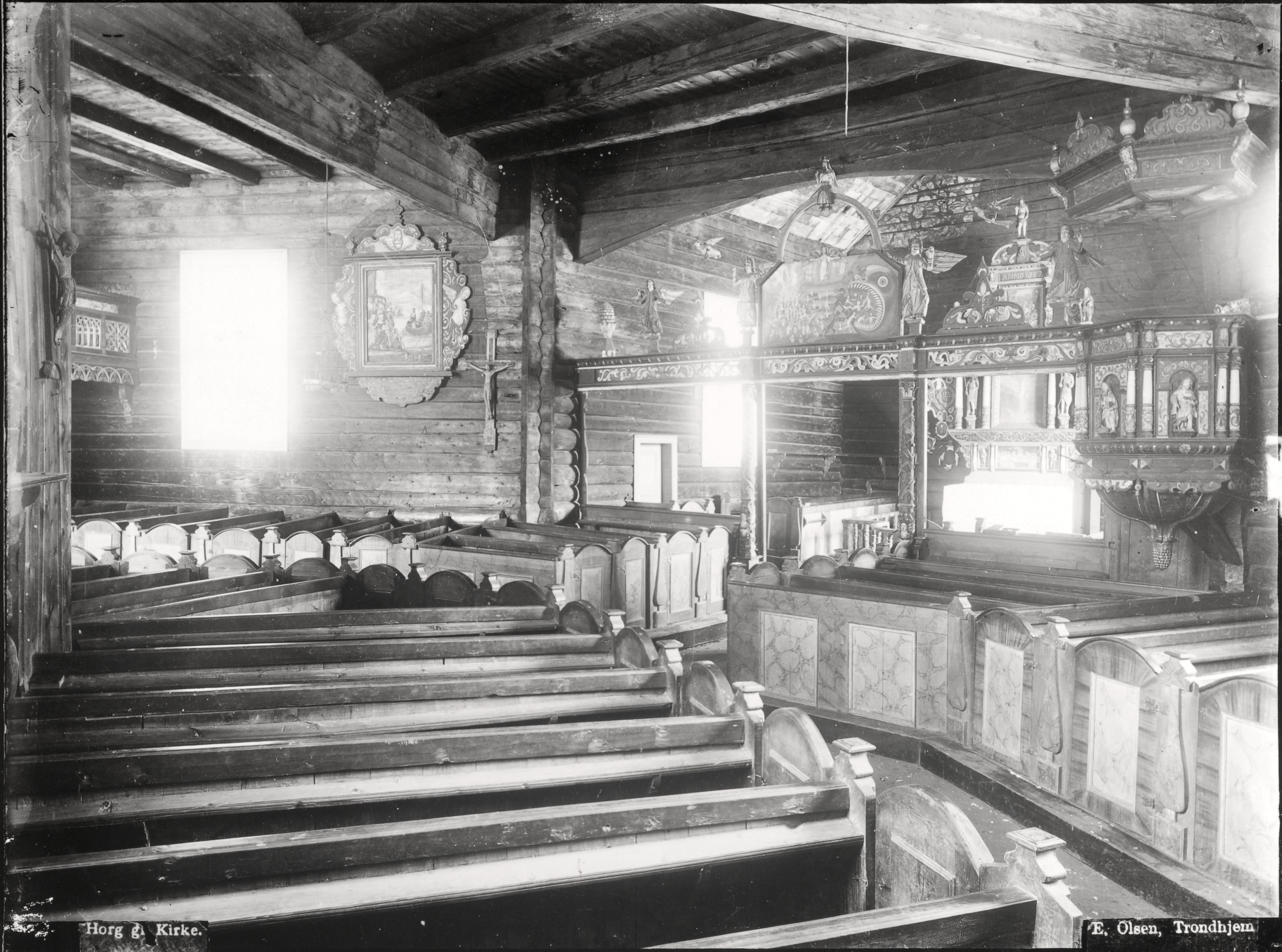
Interior de la antigua iglesia de Horg